# Amerila fraterna
Amerila fraterna är en fjärilsart som beskrevs av Moore 1884. Amerila fraterna ingår i släktet Amerila och familjen björnspinnare. Inga underarter finns listade i Catalogue of Life.